# ترویج و آموزش کشاورزی و منابع طبیعی
ترویج و آموزش کشاورزی و منابع طبیعی کتابی از ایرج ملک محمدی است که در سال ۱۳۷۷ منتشر و در مراسم کتاب سال جمهوری اسلامی ایران به‌عنوان کتاب برگزیده معرفی شد.